# 詹盧卡·巴爾達
詹盧卡·巴爾達（義大利語：Gianluca Barba；1995年2月27日—）是一位意大利足球運動員。在場上的位置是左邊鋒。他現在效力於意大利足球甲級聯賽球隊亞特蘭大足球俱樂部。